# De grammaticis et rhetoribus
Le De grammaticis et rhetoribus (Sur les grammairiens et les rhéteurs) est un opuscule de l'historien romain Suétone. Il faisait partie d'un ensemble plus vaste (De viris illustribus), dont l'essentiel est perdu. L'ouvrage sur les grammairiens et les rhéteurs a été conservé, à l'exception de la fin. Il contient les biographies d'une vingtaine de grammairiens, mais ne s'intéresse pas à leurs théories grammaticales ni au contenu de leurs enseignements.

## Description
L'opuscule comprend deux parties, la première consacrée aux grammatici (ch. I à XXIV), la seconde, nettement plus courte, aux rhetores (ch. XXV à XXX). Chaque partie commence par une introduction présentant respectivement le métier de grammairien et celui de rhéteur, suivie de notices biographiques sur des personnages qui les ont illustrés. Le traité est pour plusieurs auteurs et écrits l'unique source existante. Les notices sont précédées d'un index listant les auteurs traités. La question de l'authenticité de cette liste est controversée : il semble qu'elle ne soit pas de Suétone car les inclusions ou omissions de certains auteurs ne coïncident pas avec le traitement (par exemple pour Aelius Praeconicus, Stabérius Eros). L'index est antérieur au manuscrit d'Hersfeld, l'orthographe montre que le texte était déjà corrompu.
Les sources sont nombreuses et variées, selon le témoignage de saint Jérôme : Varron, Cornélius Népos, Hygin, Cicéron dont des lettres sont reproduites, Sénèque le Père, Pline l'Ancien, potentiellement les Histoires de Salluste ainsi que des auteurs inconnus. La plupart des ouvrages sont perdus, ce qui empêche d'évaluer précisément les emprunts. Les sources qu'utilise Suétone sont notamment la correspondance des rhéteurs eux-mêmes, des documents officiels comme des senatus-consulte, des souvenirs personnels et des documents figurés. Des sources rares, que le biographie cite souvent littéralement. Il dispose d'un esprit critique, considéré comme remarquable.
Le traité fut peu utilisé dans l'histoire, sauf par saint Jérôme, il tombe dans l'oubli. Antonio Beccadelli annonce en 1426 avoir redécouvert le manuscrit. Le Pogge, en 1425, avait écrit à Niccolò Niccoli qu'un moine d'Hersfeld avait remis un inventaire avec plusieurs manuscrits potentiels dont le traité  Grammairiens et rhéteurs. La recherche n’aboutit pas. Niccoli reprit ses recherches en 1431, avec un succès mitigé. Ce codex fut perdu, mais a été copié. 25 manuscrits dérivent du codex Hersfeldensis qui est à la base du texte.

## Grammairiens et rhéteurs répertoriés
Grammairiens
- Cratès de Mallos
- Lucius Aelius Lanuvinus
- Sevius Nicanor (ch. V)
- Aurelius Opillus (ch. VI)
- Marcus Antonius Gnipho (ch. VII)
- Marcus Pompilius Andronicus (ch. VIII)
- Lucius Orbilius Pupillus (ch. IX)
- Lucius Ateius Philologus (ch. X)
- Publius Valerius Cato (ch. XI)
- Cornelius Epicadus (ch. XII)
- Staberius Eros (ch. XIII)
- Curtius Nicia (ch. XIV)
- Lenaeus (ch. XV)
- Quintus Caecilius Epirota (ch. XVI)
- Marcus Verrius Flaccus (ch. XVII)
- Lucius Crassicius Pansa (ch. XVIII)
- Scribonius Aphrodisius (ch. XIX)
- Caius Julius Hyginus (ch. XX)
- Caius Melissus (ch. XXI)
- Marcus Pomponius Marcellus (ch. XXII)
- Quintus Remmius Palaemon (ch. XXIII)
- Marcus Valerius Probus (ch. XXIV)

Rhéteurs
- Lucius Plotius Gallus (ch. XXVI)
- Lucius Otacilius Pilitus (ch. XXVII)
- Epidius (ch. XXVIII)
- Sextus Clodius (ch. XXIX)
- Caius Albucius Silus (ch. XXX)

## Éditions
- (fr + la) Suétone (trad. Marie-Claude Vacher), Grammairiens et rhéteurs, Les Belles Lettres, coll. « Collection des universités de France », 1993 (ISBN 2-251-01368-7).
- Robert A. Kaster, Suetonius Tranquillus. De grammaticis et rhetoribus, Oxford, Clarendon Press, 1995.